# Ди Ган, Иосиф
Иосиф Ди Ган (кит. трад. 狄剛; 7 мая 1928, Синьсян, Хэнань — 29 декабря 2022) — католический прелат, епископ Цзяи с 21 июня 1975 года по 3 мая 1985 год, архиепископ Тайбэя с 11 февраля 1989 года по 24 января 2004 год, супериор Ордена Святого Гроба Господнего Иерусалимского на Тайване.

## Биография
20 декабря 1953 года Иосиф Ди Ган был рукоположён в священника.
21 июня 1975 года Римский папа Павел VI назначил Иосифа Ди Гана епископом Цзяи. 22 июля 1975 года состоялось рукоположение Иосифа Ди Гана в епископа, которое совершил кардинал Агнелу Росси в сослужении с архиепископом Тайбэя Станиславом Ло Гуаном и титулярным епископом Саламиса Иосифом Го Жоши.
3 мая 1985 года Иосиф Ди Ган был назначен вспомогательным епископом Тайбэя. 11 февраля 1989 года Римский папа Иоанн Павел II назначил Иосифа Ди Гана архиепископом Тайбэя.
С 1993 по 1999 год он был председателем Католический университет Фужэнь.
24 января 2004 года Иосиф Ди Ган вышел в отставку. Скончался 29 декабря 2022 года.